# Tihna al-Dżabal
Tihna al-Dżabal – miejscowość w Egipcie, w muhafazie Al-Minja, w dystrykcie Al-Minja. W 2006 roku liczyła 7387 mieszkańców.